# Ghodiyu

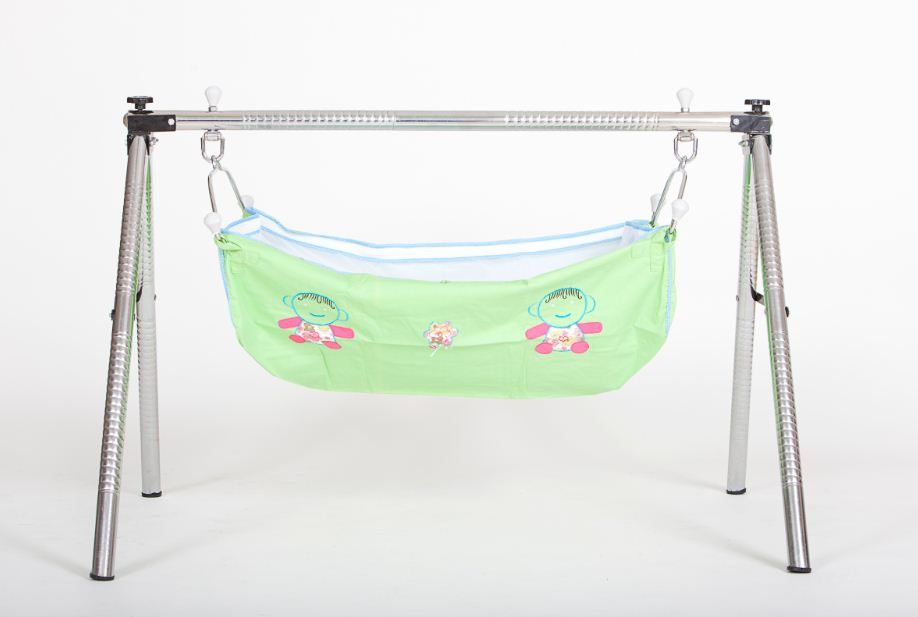

Un ghodiyu ou ghodiyo est un berceau pour enfant formé d'un cadre en bois et d'un hamac en tissu (jholi),,,.
Cet appareil est originaire du Gujarat et de la région de Marwar, en Inde, pour aider les bébés à dormir. Les Indiens utilisent ce type de lit depuis des siècles pour que leur bébé puisse s'endormir rapidement et obtenir le repos dont il a besoin tout en développant de bonnes habitudes de sommeil. Un dispositif au fonctionnement similaire provenant du sud de l'Inde est appelé jhula ou parnu .

## Structure
Un ghodiyu est un type de balançoire avec une structure en forme de V renversé aux deux extrémités de l'axe centrale. Il était à l'origine fabriqué en bois (appelé bois sankheda (en)), mais à l'époque moderne, des matériaux solides et durables comme l'acier inoxydable sont utilisés pour sa fabrication. Le cadre est souvent accroché à un hamac qui harnache le jeune bébé.
Généralement, un ghodiyu est conçu pour avoir un centre de gravité bas.
Pliables et démontables, les ghodiyus sont facilement transportables et peuvent être utilisés dehors

## Bienfaits supposés
Les Indiens pensent que le mouvement de balancement apaise et détend l'enfant et l'endort rapidement en reproduisant le confort et la sécurité du ventre de sa mère. Les mères indiennes affirment que l'utilisation d'un ghodiyu pour leur enfant peut soulager les symptômes de coliques du bébé grâce au mouvement de balancement qui, selon elles, détend le bébé.